# Playa Tecuanillo
La Playa Tecuanillo se encuentra en el pequeño poblado Tecuanillo municipio de Tecomán, en Colima, México. Esta playa posee un oleaje fuerte y tiene una pendiente moderada así como por cuestiones de la zona su arena es fina de color gris oscuro. En la playa existe un estero en la desembocadura del Río Tecuanillo en donde se pueden observar manglares y una gran variedad de aves. Este lugar resulta ideal para acampar ya que permite estar en contacto con la biodiversidad de los alrededores. Se encuentra a un costado de la desembocadura del Río Tecuanillo, a 13 km de Tecomán por la carretera estatal.  
- Datos: Q6078525